# 棒砂糖

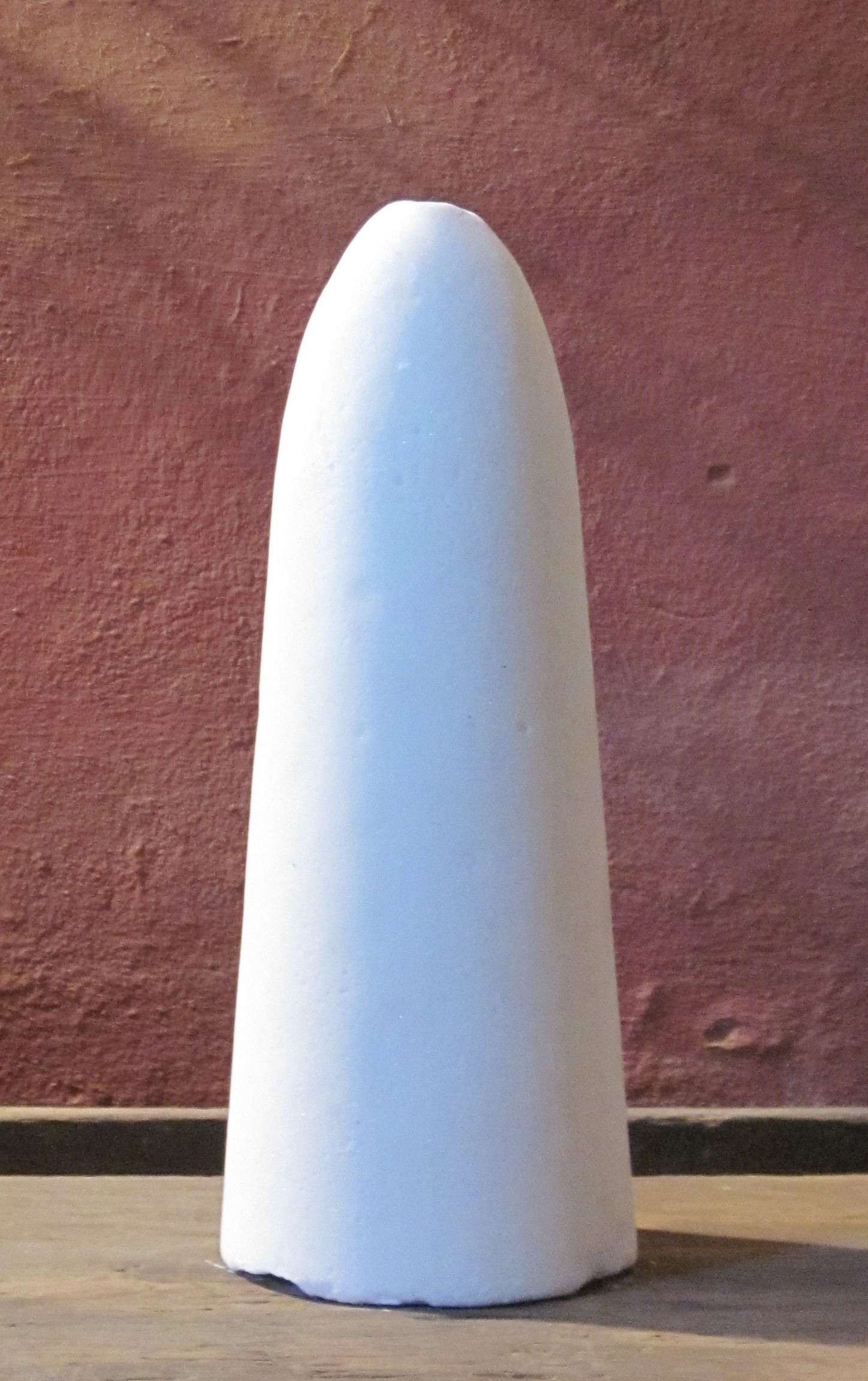
棒砂糖から破片を切るには砂糖鋏が必要であった。

棒砂糖（ぼうざとう、ぼうさとう）は、19世紀後半にグラニュー糖や角砂糖が普及するまで、精製した砂糖の製造や流通、販売において一般的であった砂糖を固めた形。頭頂部を丸めた円錐状の製品が、カリブ海地域やブラジルなどサトウキビの生産地から輸入された、暗色の糖蜜、糖分の高い粗精糖から、白砂糖を精製する過程の最終的な産物であった。

## 歴史

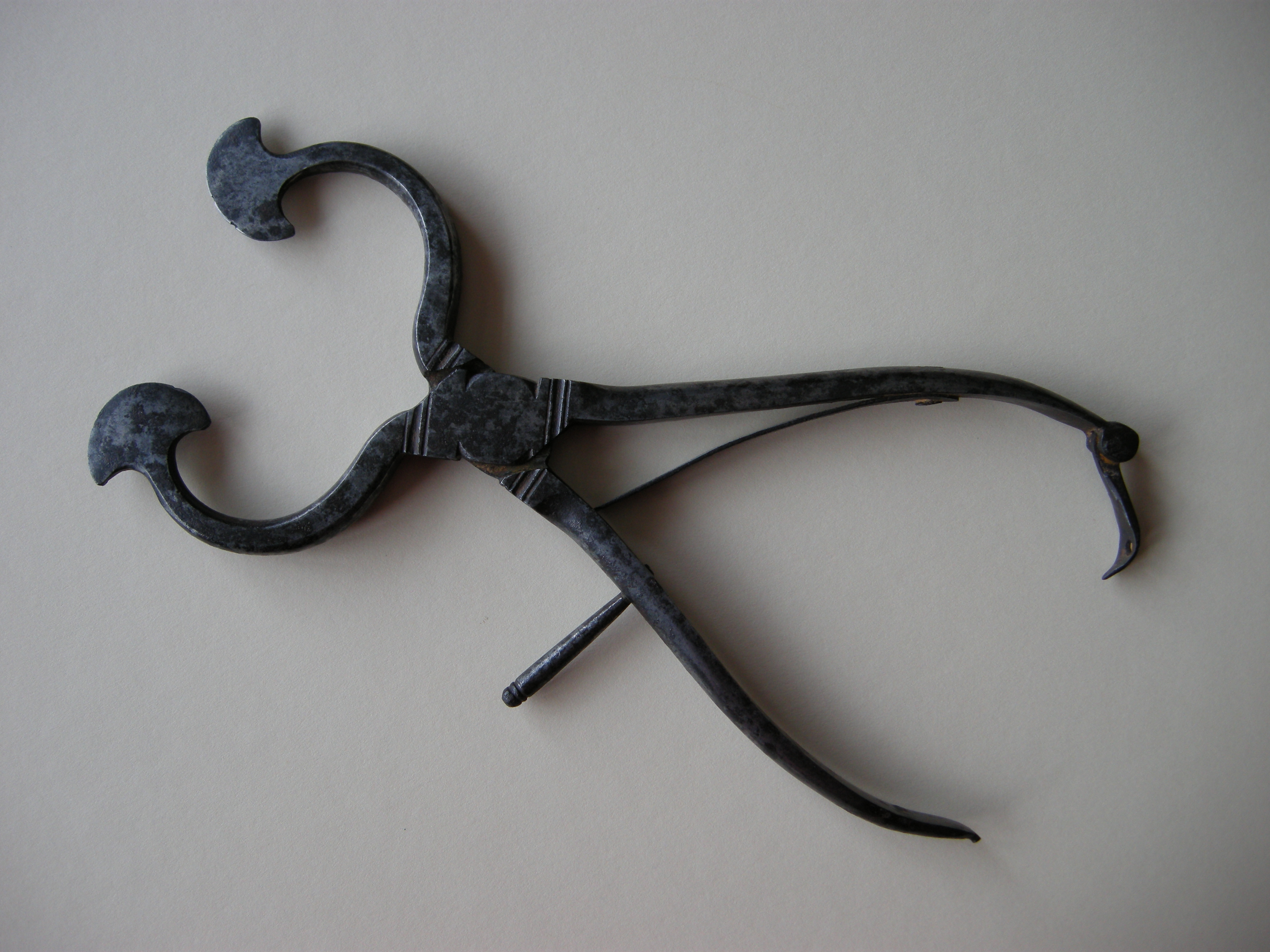
棒砂糖を砕くために用いる砂糖鋏。

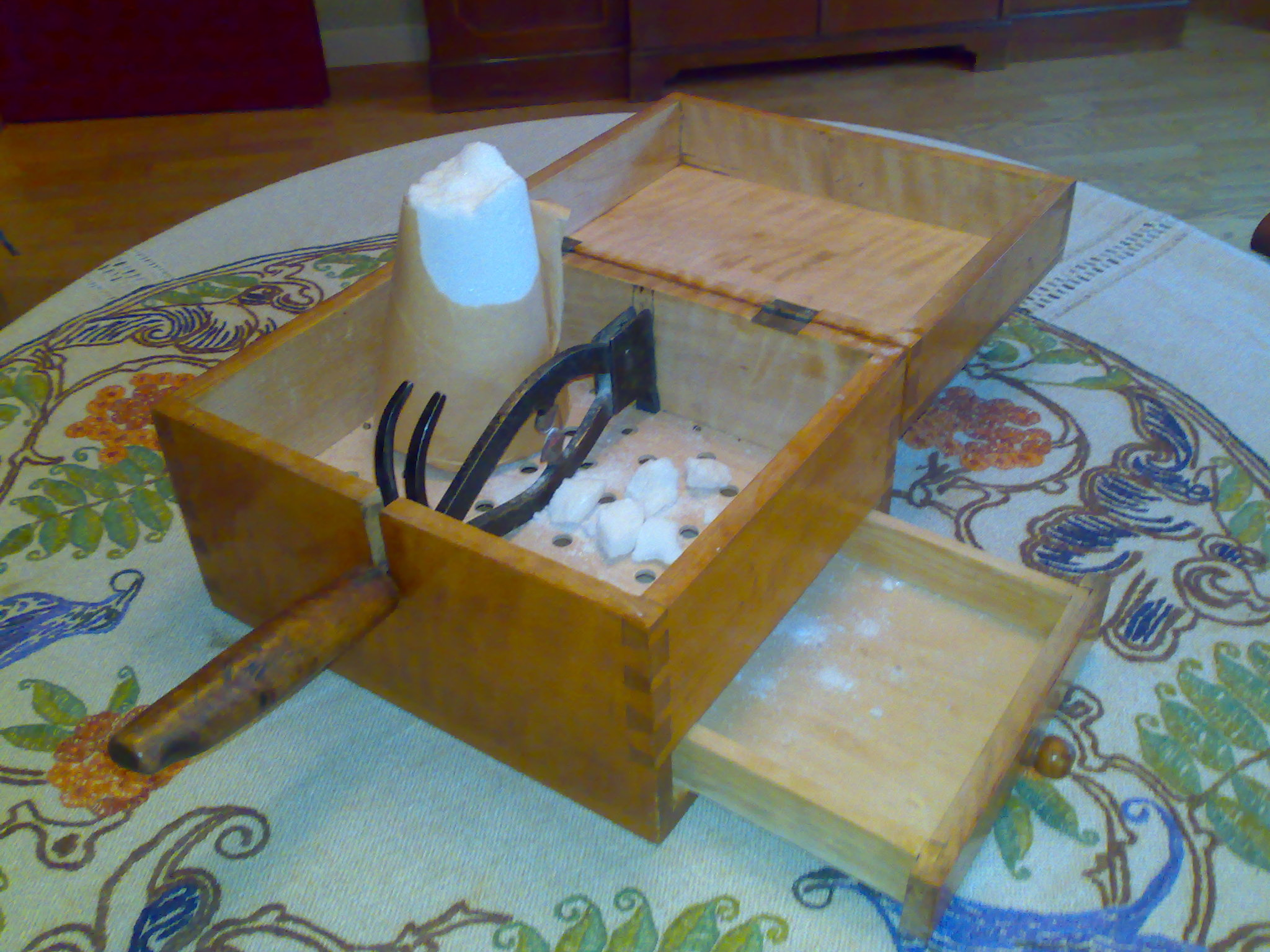
スウェーデンの棒砂糖箱。鉄製の砂糖切りがついており、小さな破片が底の引き出しに落ちるようになっている。

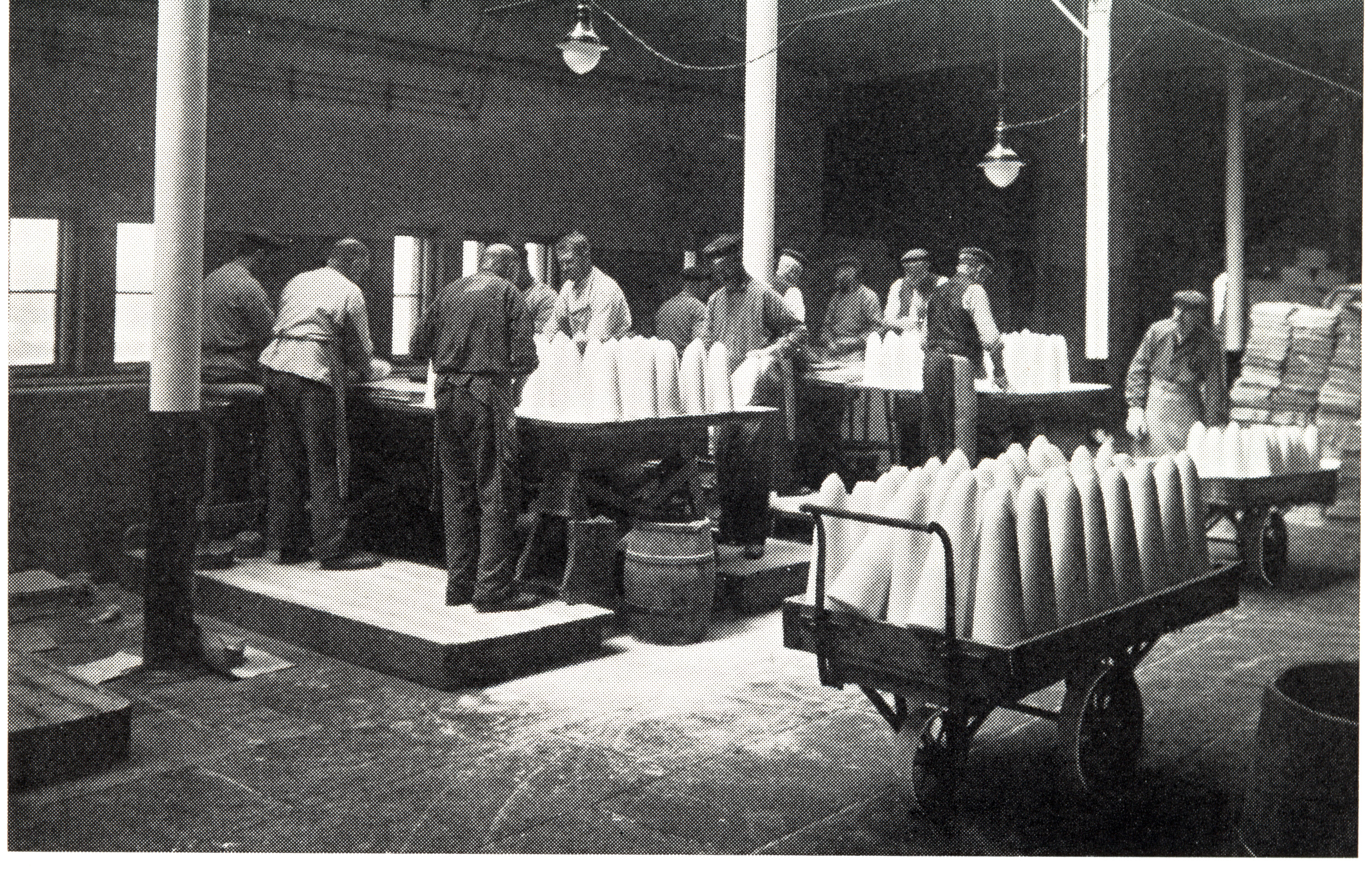
棒砂糖を生産する、1900年頃のスウェーデン、ヨーテボリの製糖所。

棒砂糖の最も早い記録は、12世紀のヨルダンに遡るが、円錐状の砂糖への言及はより古く、9世紀のアル＝ズバイル・イブン・バカールのアラビア語の記述に「Al-Akhbar al-Muwaffaqiyyat」とある。ヨーロッパでは、1470年からイタリアで、1508年にはベルギーで、1544年にはイングランドで、1566年にはオランダで、1573年にはドイツで、1613年にはフランスで、それぞれ製造されるようになった。1799年にヨーロッパ大陸でテンサイからの製糖が始まった際にも、同様の方法で棒砂糖が製造された。
19世紀半ばまで、イギリス政府は重税を課して、カリブ海地域の植民地の生産者が、自ら砂糖を精製して棒砂糖をイギリスへ輸出することができないようにしていた。それ以前の時期には、アムステルダムの事業者たちが東インドの白砂糖に対して同様の保護策によって護られていた。その代わりに、サトウキビの絞り汁をプランテーションで加熱処理した粗製糖や糖蜜が、大樽 (hogshead) に詰められてヨーロッパへ輸出され、三角貿易の一翼を担った。
棒砂糖は、グローサー（食品雑貨商）の象徴でもあり、店先やショーウィンドーに置かれることがよくあり、時にはその代用貨幣の意匠にも現れた。

## 製法
粗製糖は、一連の沸騰と濾過を繰り返して、精製される。最後の沸騰を経て粒状化できるようになった段階で、これを多数の円錐状に窪んだ型に注ぐ。この型は、土器ないしは鉄板でできており、それぞれ内側には上塗りが施されていて、窪みの下には、それぞれ滲み出る不純物を集めるポットが置かれてる。その後、数日の間に、暗色のシロップや結晶化しない不純物のほとんどは、型の底に穿たれた小さな穴から流れ出して、ポットに集められる。砂糖の白さを増すために、白い粘土や棒砂糖の塊を湯で溶かした物を、上が広くなっている円錐の上部から注ぐことを繰り返す。注がれた液体は塊の間にゆっくりと浸透し、残っていた糖蜜や、その他の色がついた物質と結合して流し去り、ポットに集められる。こうした過程を経て棒砂糖は型から外され、数百本が貯蔵庫に収められて乾燥され、その後、最終的に形を整えられて包装されるが、通常それには白さを目立たせるために青い色紙が用いられる。

## 等級

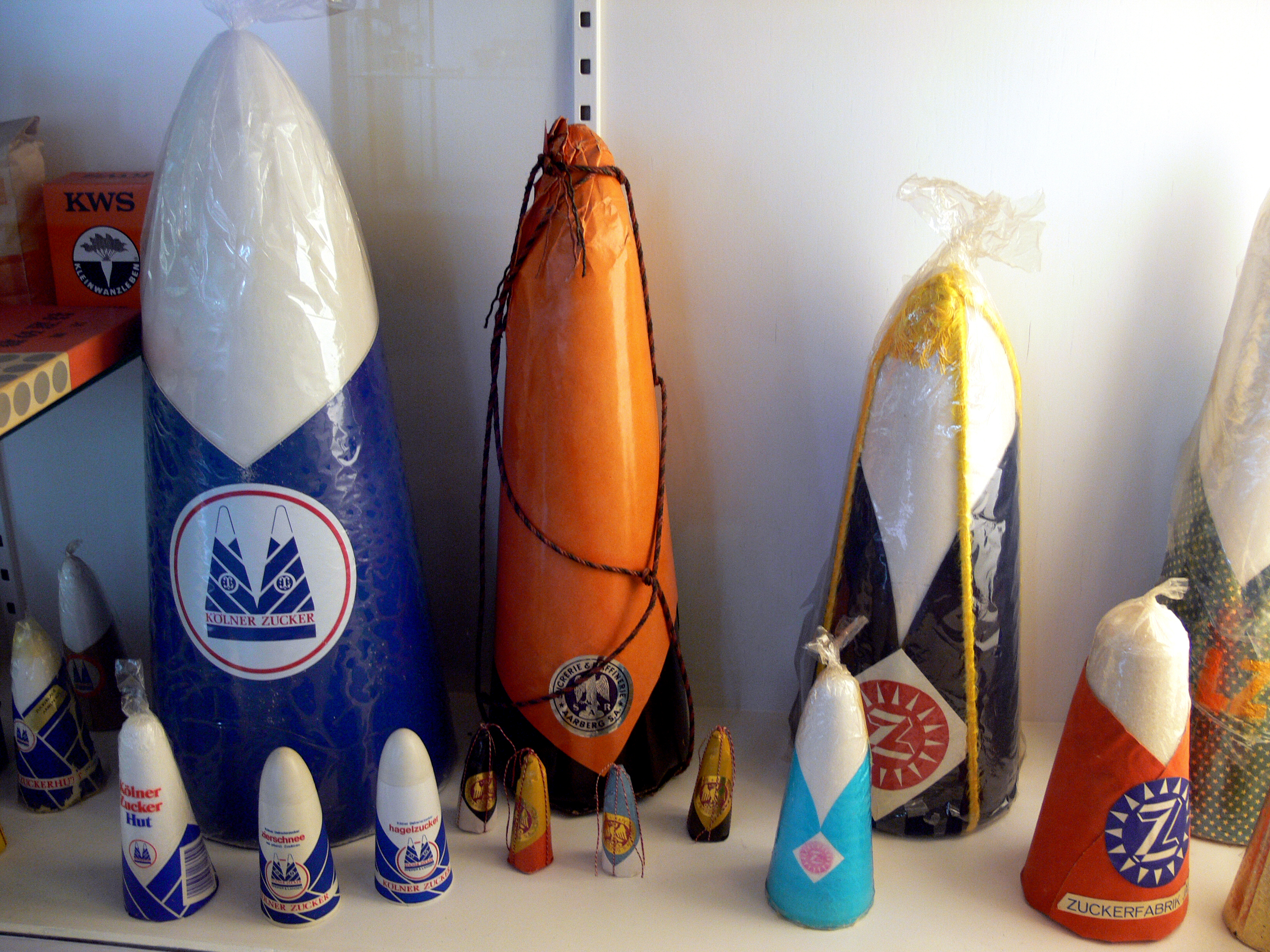
ベルリンの砂糖博物館に展示されている様々な大きさの棒砂糖。

型の、また製品としての棒砂糖の大きさには、相当の多様性がある。棒砂糖は大きいほど、砂糖としての質は低くなる。等級によっても価格は変わるが、棒砂糖は重量によって販売され、また製糖業者は販売した砂糖の重量によって課税される。新しい粗製糖から精製する場合、最初の沸騰から得られたものが最高の砂糖とされる。それ以降は、最初の沸騰で残り滓となったものが、追加された粗製糖とともに処理され2番目の沸騰がおこなわれ、これが繰り返されるが、後の沸騰から得られる製品は、やや品質が劣る。棒砂糖の最高品質の製品は、概ね直径5インチ (13 cm)、高さ5インチ (13 cm)ほどで、漂泊処理を重ねることで極端に高価になっているが、最初の方の沸騰から得られた、二重に精製された製品には、これより大きいものもある。品質の劣る砂糖は結晶化しにくいため、より大きな、通常なら直径10–14インチ (25–36 cm)、高さ30インチ (76 cm)ほどになる型が用いられ、重量も35ポンド (16 kg)ほどになる。最低品質の精製された砂糖は、バスタード（bastards、「庶子」の意）と称されるが、濾過された残滓からさらに劣悪な質のものが、それ専用の残滓を沸騰させる装置を用いて製造されることも多い。
各家庭は、背の高い円錐状の塊になった白い砂糖を購入し、そこから特製の鉄でできた砂糖切りを使って破片をとった。しばしば、非常に大きくて重いペンチに鋭い刃が切り口の両側に付いたような形状をしていた砂糖切りは、砂糖の塊が大きく、底面の直径が14インチ (36 cm)ほどもあり、3フィート (0.91 m)にもなっていたので、強靭で酷使に耐えるものでなければならなかった。...（15世紀）当時は、砂糖は大切に扱われ、一つの塊が長い間使われ続けた。重量は、おそらく 30ポンド (14 kg) ほどあった。後には、塊の重量は様々なものになり、どの製糖所でも使う型で、5 - 35ポンド (2.3 - 15.9 kg)ほどになった。一般的な大きさは、14ポンド (6.4 kg)だったが、最高品質のマデイラ諸島産の砂糖は、わずか3 - 4ポンド (1.4 - 1.8 kg)の小さな塊で造られた。... ヴィクトリア朝まで、家庭の砂糖にはほとんど変化は見られず、棒砂糖はまだ一般的で20世紀に入ってもそうあり続けた。...—Elizabeth David, English Bread and Yeast Cookery

## 現代
現代では、グラニュー糖や角砂糖によってすっかり影が薄くなったものの、特別な製品として棒砂糖は生産され続けている。特にドイツでは、よく見かけられるものとなっており、そこでは小さな棒砂糖がクリスマスの時期の飲み物「フォイヤーツァンゲンボウレ」に必要な材料となっている。